# Orgilus genalis
Orgilus genalis är en stekelart som beskrevs av Van Achterberg 1987. Orgilus genalis ingår i släktet Orgilus och familjen bracksteklar. Inga underarter finns listade i Catalogue of Life.